# Appendicula irigensis
Appendicula irigensis är en orkidéart som beskrevs av Oakes Ames. Appendicula irigensis ingår i släktet Appendicula och familjen orkidéer. Inga underarter finns listade i Catalogue of Life.